# To Rithya
To Rithya (ur. 10 października 1967) – kambodżański lekkoatleta, maratończyk.
Dwukrotnie wziął udział w igrzyskach olimpijskich: w 1996 i 2000. Na obu igrzyskach wystartował w maratonie. W Atlancie zajął 105. miejsce z czasem 2:47:01 s. Był najstarszym reprezentantem Kambodży na tych igrzyskach. W Sydney został sklasyfikowany na 80. pozycji z czasem 3:03:56 s. Dzięki występowi na tych igrzyskach jest najstarszym kambodżańskim olimpijczykiem. Zarówno w 1996, jak i w 2000 był chorążym reprezentacji Kambodży.

## Rekordy życiowe
- maraton – 2:34:43 ( Chiang Mai, 13 grudnia 1995, Igrzyska Azji Południowo-Wschodniej 1995)